# Abderrazak Afilal Alami Idrissi
 (mai 2020).
Si vous disposez d'ouvrages ou d'articles de référence ou si vous connaissez des sites web de qualité traitant du thème abordé ici, merci de compléter l'article en donnant les références utiles à sa vérifiabilité et en les liant à la section « Notes et références ».
Pour les articles homonymes, voir Alami et Idrissi.
Abderrazak Afilal el-Alami Idrissi (né en 1929 et mort le 25 octobre 2020 à Casablanca) est un syndicaliste marocain.
Il est le fondateur de la centrale syndicale l'Union générale des travailleurs du Maroc (UGTM) le 20 mars 1960, proche du Parti de l'Istiqlal (PI), il y restera jusqu'au 29 janvier 2006 soit 44 ans.

## Biographie
Abderrazak Afilal Alami Idrissi a un diplôme de licence es-lettres.

### Carrière
- En 1948, Abderrazak Afilal Alami Idrissi adhère à la Confédération générale du travail (CGT), le Maroc étant alors sous protectorat français. Militant et délégué des enseignants, il est exilé de 1949 à 1950 dans la zone saharienne.
- Il adhère à l'Union marocaine du travail (UMT) à sa création. Des dissidences se créent au sein de la centrale. Avec des cadres du PI, il crée l'Union générale des travailleurs du Maroc le 20 mars 1960.
- En 1964, il devient secrétaire général de l'Union générale des travailleurs du Maroc, à la place de Hachem Amine.
- En 1965, il est membre fondateur de l'Union nationale des étudiants du Maroc (UNEM) et de la ligue marocaine des droits de l'homme. Membre du conseil confédéral internationale du travail, membre exécutif du PI.
- De 1977 à 1983, il est député au Parlement du Maroc où il devient à partir de 1981 président du groupe parlementaire du Parti de l'Istiqlal.
- De 1977 à 1992, puis de 1997 à 2002, il est président de la commune de Aïn Sebaâ.
- En 1990, il devient membre du Conseil consultatif des droits de l'homme (CCDH).
- Le 29 janvier 2006, un congrès national extraordinaire est tenu, Afilal est débarqué au profit de Mohamed Benjelloun Andaloussi, qui sera débarqué de la même manière par Abdelhamid Chabat.
- Le 12 juin 2009, il est élu aux élections communales.

### Famille
Sa première épouse Zoubida dont il a eu deux garçons Moulay Ahmed & Moulay Driss
Sa femme Mahjouba Zoubaïri est également élue députée lors des élections parlementaires de 2002 et des élections parlementaires de 2007 dans la liste nationale.